# Vafþrúðnir
U nordijskoj mitologiji, Vafþrúðnir (Vafthrudnir) ime je jednog mudrog jötunna, čije ime znači „snažni (moćni) tkalac” (vaf = „tkati”; þrúðnir = „moćan/snažan”). Vafþrúðnir je glavni lik Vafþrúðnismála (Starija Edda).

## Vafþrúðnir i Odin
Prema Vafþrúðnismálu, bog Odin je odlučio posjetiti Vafþrúðnira, koji se među divovima ističe mudrošću. Odinova supruga, božica Frigg, upozorila je muža da pazi kako se ponaša u blizini Vafþrúðnira, kojega je opisala kao moćnog. Prerušeni Odin je posjetio Vafþrúðnira, kako je i naumio te su on i Vafþrúðnir imali „natjecanje” — međusobno su si postavljali razna pitanja jer je Odin htio iskušati znanje Vafþrúðnira. Odin i Vafþrúðnir tako opisuju mitološki svijet Vikinga, spominjući razna mitska bića. Na kraju, Odin je upitao Vafþrúðnira što je on (Odin) šapnuo na uho svome sinu, bogu Baldru, prije no što je Baldr spaljen na lomači te je u tom trenutku Vafþrúðnir shvatio da je pred njim sam vrhovni bog. Vafþrúðnir je rekao da nitko osim Odina i Baldra ne zna koje su to bile riječi. Na kraju, Vafþrúðnir priznaje da je Odin od njega mudriji.